# ランドローバー・ウルフ
ランドローバー ウルフ（Land Rover Wolf）は、イギリス軍とオランダ海兵隊で運用されている四輪駆動型の多用途車輌。イギリス陸軍では主力汎用トラックとして採用されている。

## 概要
ウルフは、ランドローバー・ディフェンダーを軍用としてイギリス国防省に採用されたもので、軽汎用トラック（TUL）、または中型汎用トラック（TUM）と呼ばれる。ウルフの名称はランドローバー社が用いたイギリス陸軍に向けたプロジェクト名であり、国防省が制式名に使用したわけではないが、兵士の間でランドローバー ウルフシリーズの総称として広まった。また、ラインメタル社によるメルセデス・ベンツ・ゲレンデヴァーゲンのドイツ連邦軍仕様であるヴォルフ（Wolf）との混用に注意する必要がある。

## 軽/中型汎用トラック(TUL/TUM)
ウルフは、ランドローバー・ディフェンダーの軍用としてイギリス国防省に採用された。 Truck Utility Light or Truck Utility Medium（TUL/TUM, 軽汎用トラックまたは中型汎用トラック）High Specification（HS）として開発され、TULは、より短いホイールを使用するディフェンダー 90を、TUMは、ディフェンダー 110をベースとしている。ウルフは、様々な乗員、装備、通信および情報システムを搭載し、任務に就く指揮官に従う。
ランドローバー ウルフには、防寒装備および水密性を備えたものもある。フロントガラスまでの水深でも走行可能にするシュノーケルの追加、エンジンを予熱させる流体エンジンヒーターの装備などの改修点により、車両や乗員は極限状態においても活動可能である。その他の改修点として熱帯環境での作戦のためのものがある。イギリス海兵隊は強襲上陸作戦用の特殊深度走行型を運用している。潜望鏡付きのシュノーケル、防水加工された電子システムおよび機器を装備し、グリースおよびグラファイト製管轄油をほぼすべての機構部に使用したこれらのバージョンは、必要時には完全防水装備の車両とともに行動可能である。後部ドアはストラトにより支えられており、水の流入を許すことにより車両が漂流されるのを妨げ、着岸直後には急速な排水が可能である。車両による上陸演習時においても、乗員の身体などが着水することはない。
HS/ウルフ計画と並行して、イギリス国防省はプロジェクト・パルスとして知られる新型戦場救急車の開発計画を進めた。この計画においても、非常に長いホイールベースを持つディフェンダー 130により、ランドローバー社が勝利した。しかし、マーシャル・エアロスペース社製ボディーを持つ非公式なウルフ 130救急車両は、同じシャーシとトランスミッションのアップグレード、同一のドライブトレイン、同じディフェンダーがベース車体前部を使用している。

### Weapons Mount Installation Kit

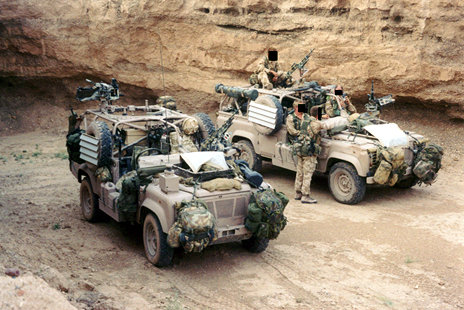
イラクに派遣された、イギリス陸軍のWMIK

TUMの偵察および近接火力支援型として、WMIK（Weapons Mount Installation Kit）（発音：Wimik）がある。WMIKはランドローバー社およびリカード社の共同で製造され、シャーシを強化、ロールケージとウエポン・マウントが追加された。一般に、12.7mm重機関銃、7.62mm汎用機関銃（L7A2 GPMG）もしくはミラン対戦車ミサイルを後部リングマウント上に、前方助手席側のピントルマウントにGPMGを装備する。2006年後半、イギリス国防省は1.5 kmの射程を持ち毎分360発をに射撃可能なヘッケラー&コッホ社製新型ベルト給弾式軽オートマチックグレネードランチャー（ALGL）（H&K GMW）を40挺購入中であることをアナウンスした。これらはアフガニスタンに派遣されたWMIKに装備される。
この車両はイラクおよびアフガニスタンでの任務に就くイギリス軍のシンボルとなった。ハーツ・アンド・マインズ哲学にあわせ、ウォーリアなどの装甲戦闘車などに代わり、警護任務に就いた。武力衝突の急増に伴い、乗員への過度の危険が懸念され、ヴェクターおよびマスティフ装甲警備車両などの重装甲車にて補われている。
ランドローバーは、イギリス製の現用車両であるピンツガウアーおよびアルヴィス パンサーCLVにより、多目もしくは連絡任務において補われ、WMIKの不足はMWMIKによって補われている。大蔵省が置き換えの費用をカバーすることを拒否し、イラクでの諸作戦が一旦完了されるならば、この装備のうち数両が原価より安値で売却される可能性を報道された。アフガニスタンにおいて、当車両は平均にして週に1台が喪失され、その代用の到着はしばしば遅延し、WMIK部隊のうち5分の1は、敵の攻撃によって大破ないしは破壊された。

## 運用

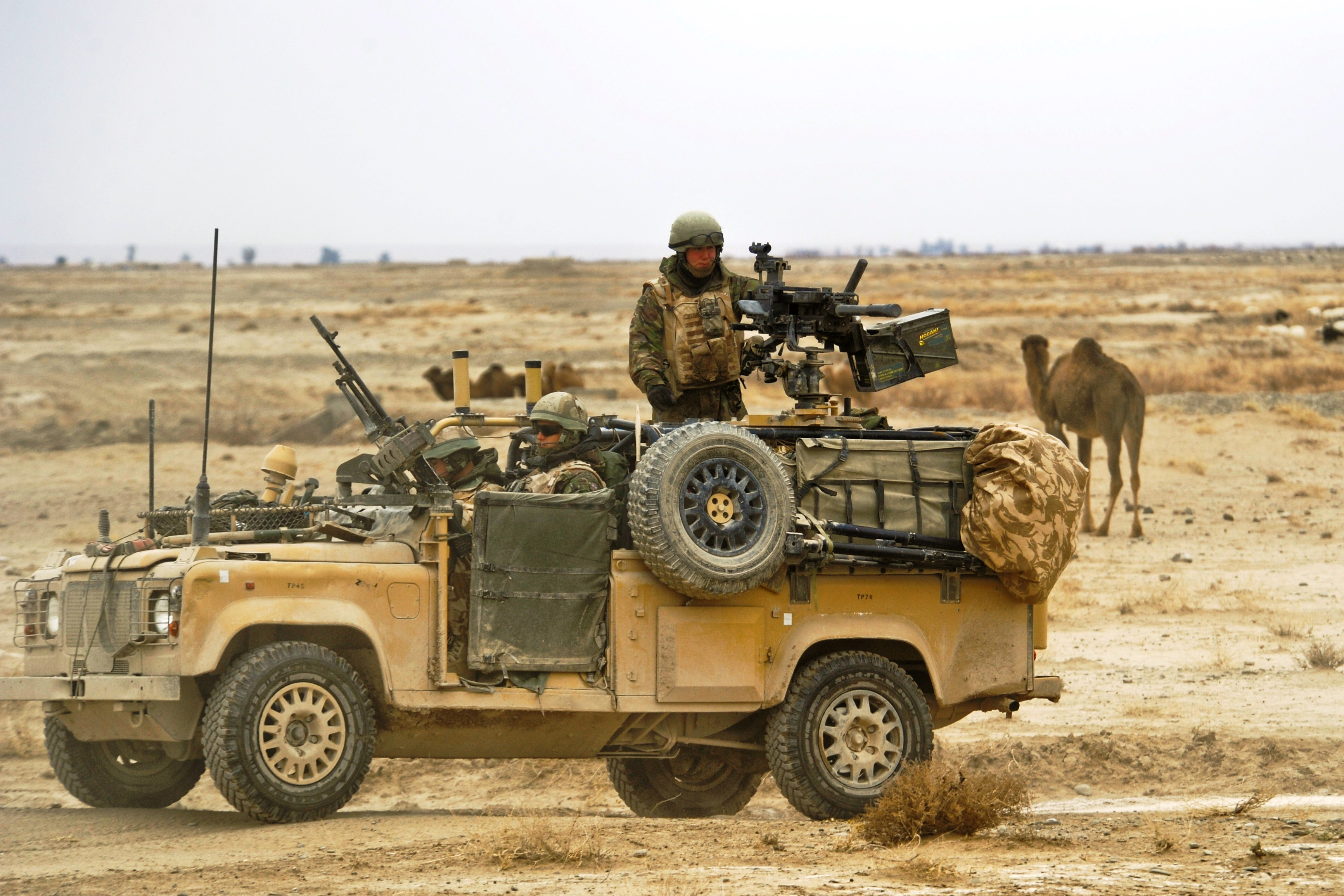
アフガニスタン、カンダハール空軍基地付近で戦闘任務中の王立空軍連隊のランドローバー(2010年1月2日)

ウルフの派生型は、カナダおよびアメリカ海兵隊の要求に応じて提案されたが、いずれも選定されなかった。イタリアをはじめとする、各国で使用されているランドローバーの外形は、いずれも酷似している。しかし、それらのモデルはランドローバー・ディフェンダーをベースとしており、ウルフにて強化されたシャーシなどの特徴は引き継がれていない。現在、ウルフはクロアチア、オランダおよびイギリスにて運用されている。

## 民間利用

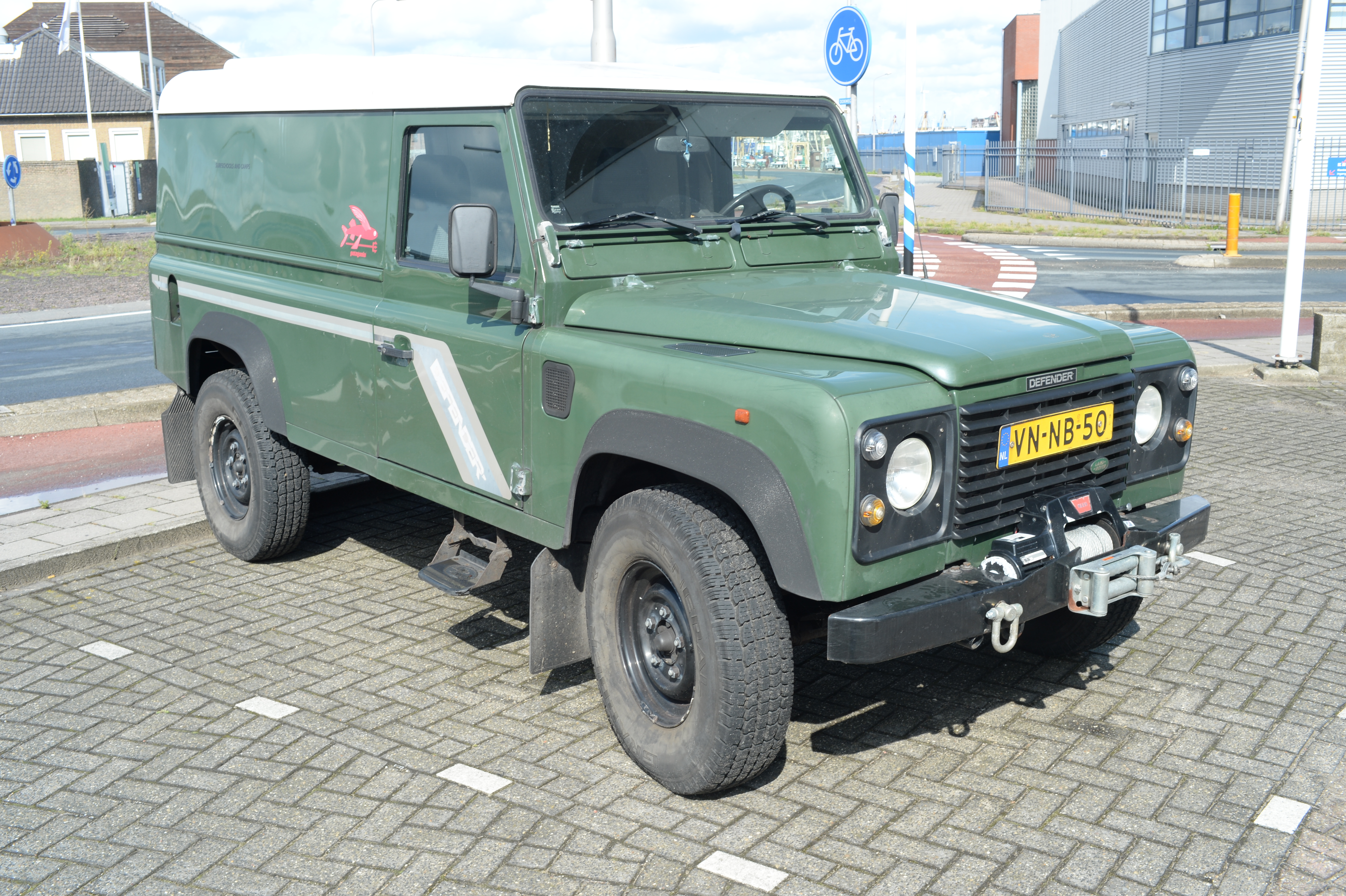
ディフェンダー 110 ハードトップ・モデル

1998年、ランドローバー・トランスグローバル・エクスペディションが企画され、それに合わせウルフ仕様のディフェンダー 110のハードトップ・モデルが製造された。
この車両はウインチ、ルーフラック、ルーフテント、ロールケージなどの探検装置を装備し、寒冷地仕様化された軍用型（24ボルトの電気回路、コンボイ照明装置、軍仕様エアインテーク、内部絶縁およびウルフの標準シャーシとサスペンションのアップグレードを含む）を基本とした。水圧パワーテイクオフシステムも付された。その目的は双胴船のいかだでベーリング海峡全域で車両を走行することだった。
その探検は計画されていた出発日の数日前にキャンセルされ、車両の大部分は一般向けの競売にかけられた。これらの特殊な車両（高レベルの設備を備える、トランスグローバルにより金色に塗装されるなど）は探検に最適であり、数両はランドローバーによるFifty 50チャレンジとローン・ウルフ・トランスグローバル・エクスペディション（Lone Wolf Transglobal Expedition）など、個人所有主の長期旅行にて使用された。
一部のウルフは、民間市場にて売買された。これらは事故などにより損壊したものを、新しい所有者たちの手により修理される事例の一つである。
2003年、ドイツ政府は保安および法務執行組織のための車両として、ランドローバー ウルフを発注した。この組織の輸送手段は、ピックアップやバン、ステーションワゴンから成った。ボナッティグレーとルーフのみ白（最終バッチ車両は灰色）の塗装、電子機器などは最低限とし、パワーウインドウやシートヒーター、レーダー探知機などの奢侈品は撤去された。エンジンは12・24ボルトFFR、スタンダードTd5ターボディーゼルエンジンまたはBMW 3Lユニットを搭載とした。2004年後半、ドイツ政府は様々な形式で自国のゲレンデヴァーゲンを供給してきたメルセデス・ベンツを発注先として指定、先の契約をキャンセルし、少数の最終バッチ車両は民間市場に輸入されすぐに売却された。